# Мадонна с розой
«Мадонна с розой» — картина итальянского художника эпохи Возрождения Рафаэля и его помощников. Изображает Деву Марию с Христом, Иоанна Крестителя, который передает Христу пергамент с надписью лат. «Agnus Dei» («Агнец Божий»), и святого Иосифа.

## Описание
Дева Мария держит младенца Христа на руках. Святой Иоанн вручает ему ленту со словами «Agnus Dei», святой Иосиф на заднем плане наблюдает сцену. Латинское «Agnus Dei» — Агнец Божий — относится к Страстям Христовым; Христос жертвует собой, чтобы спасти человечество от греха, подобно тому как евреи приносили в жертву ягнят.
Композиция заимствована из полотна Леонардо да Винчи, которое не сохранилось до настоящего времени. Название картины происходит от цветка на столе, хотя теперь цветок считается поздним добавлением.

## История
Не существует никакой документации относительно того, когда эта картина прибыла в Испанию, но она упоминается в списках монастыря Эскориал (Испания) за 1667 год.